# Leadington
Leadington est une ville du comté de Saint-François, dans le Missouri, aux États-Unis,. Située au centre-est du comté, elle est fondée en 1895 et incorporée en 1976.

## Démographie
Lors du recensement de 2010, la ville comptait une population de 422 habitants. Elle est estimée, en 2016, à 496 habitants.

### Source de la traduction
- (en) Cet article est partiellement ou en totalité issu de l’article de Wikipédia en anglais intitulé « Leadington, Missouri » (voir la liste des auteurs).